# Тадіївка
Таді́ївка — село в Україні, у Білоцерківському районі Київської області. Входить до складу Маловільшанської сільської громади.
Населення становить 516 осіб.

## Історична довідка
Поселення на землях теперішньої Тадіївки існували ще в ІІ тисячолітті до нашої ери. Про це свідчать археологічні дослідження двох курганів поблизу села. В ті прадавні часи в цій місцевості жили племена землеробів та скотарів — далекі предки слов'ян. Коли слов'янські племена об'єдналися в державу Київська Русь, територія нинішньої Тадіївки стала належати до південних її околиць. Життя тут було неспокійним: докучали постійні напади кочовиків. Тому й поселення тут часто з'являлися і зникали, не залишаючи майже ніяких археологічних слідів.
Під час монголо-татарської навали землі Південної Київщини були спустошені та майже безлюдні. І там, де довго не ступала нога людини, буяла природа. Дикі звірі в лісах не тікали від людей, а риба не поміщалася в річках: так її було багато. Землі Надросся стали освоювати так звані «уходники» — сміливці, котрі виходили із міст-фортець Києва та Канева полювати та рибалити в безлюдних землях нашого регіону. Але їх було зовсім мало. І коли на нашу землю ступили литовсько-польські завойовники, малочисельне населення не могло організувати належного опору. І в XIV ст. Білоцерківщина стала частиною Великого князівства Литовського, а з 1569 р. — землями Речі Посполитої. Території знову стали заселятися, цього разу під керівництвом польської влади.
У XVII ст. на місці теперішньої Тадіївки козаками було засновано невеликий хутір, який зник в бурхливу пору Хмельниччини та наступної Руїни. В цей час Володарщина опустіла не менше, ніж за татарської навали.

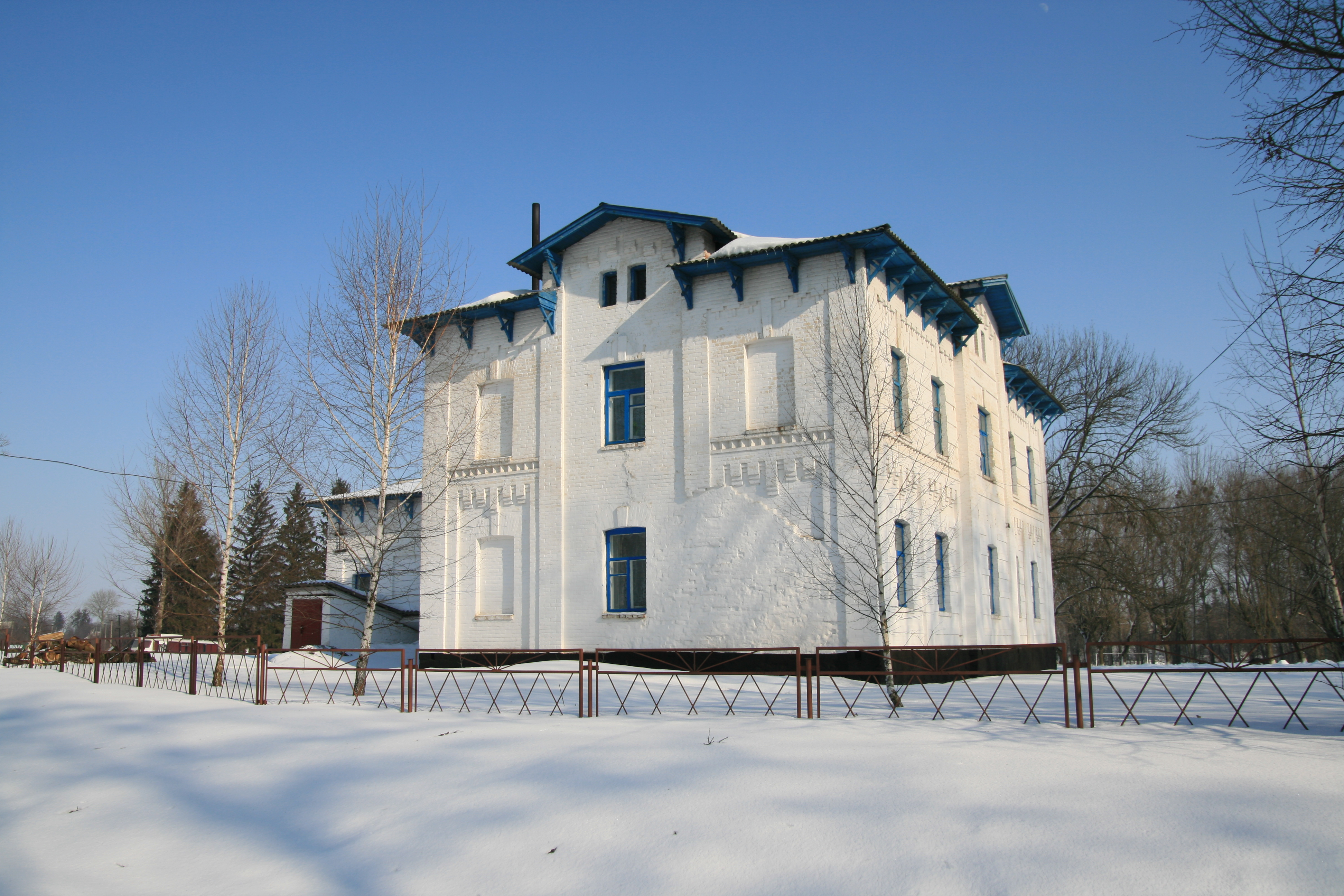
Садиба поміщика Червінського (будинок челяді) (мур.), село Тадіївка

Після відновлення в наших краях довгочасного польського панування досить швидко залюднилося село Пархомівка, власником якого був пан Тадеуш (Фадей, Тадей) Крижанівський. Саме пан Тадей вирішив частину пархомівських мешканців переселити на теперішні тадіївські землі — так виник хутір, що певний час іменувався як Пархомівська Слобода. Сюди стали переселятися люди з різних місцевостей України і навіть із Польщі. На початку ХІХ ст. село стало називатися Тадіївкою на честь свого засновника.
У 1844 році онук Крижанівського Тадеуш продав маєток Северину Червінському. Пани Червінські володіли Тадіївкою до 1917 року.
Після Жовтневого перевороту селяни одержали у власність землю, відібрану у поміщиків, і стали по-господарському її використовувати. Село успішно розвивалося.
У 1929 р. в селі почалася примусова колективізація. Було створено колгосп. Першим головою колгоспу був Слободяник Сидір, рахівником — Безпалько Олександр, головою сільської ради — Мельник Антон Семенович. Перший колгосп проіснував недовго. Звезений інвентар та худобу розібрали по домівках ті ж люди, що і звозили.
Вдруге колективізація почалася більш організовано й масово: більшість селян-бідняків та середняків змусили вступити до колгоспу.
У 1932 р. в селян вилучили все зерно, навіть посівний матеріал. Люди стали голодувати. З настанням весни 1933 р. продуктів харчування в жителів села фактично не було. Люди вмирали з голоду. Кожного дня рано двома підводами звозили померлих за ніч людей на цвинтар і клали в одну яму. Поховання проводилося «всліпу», як тоді говорилось, оскільки за померлими не було кому іти.
Голодні та знесилені люди, як примари, бродили по полях, шукаючи старих скиртовищ з надією знайти хоча б жменю зернин, перебирали снопики житньої соломи, якою було вкрито будівлі, аби знайти хоч якусь зернину. Малі хлопчаки, хто ще міг, лазили на дерева, на яких ворони робили свої гнізда, і шукали воронячі яйця. Про все це розповідає живий свідок тих подій Вакулюк Степан Павлович.
Навесні 1933 року тадіївський колгосп став готуватися до сівби. Для її проведення потрібні були працездатні люди. А виснажені голодом люди на роботі падали з ніг і навіть помирали в полі. Необхідно було харчувати людей. Для цього була організована колгоспна їдальня.
В той час у селі багато було дітей-сиріт, що теж страждали від голоду. В одній сільській хаті був створений так званий «майдан», куди звозили дітей, які не мали батьків та близьких родичів. Такі «майдани» врятували від голодної смерті багатьох дітей.
Восени 1933 р. після збирання врожаю ситуація в селі покращилася. Хліба було ще малувато, але люди вже не голодували. Вродили картопля та овочі. В селі з'явилося два трактори із Володарської МТС. Першими трактористами в селі були Колісник Захарко, Мельник Захарко, Ковальчук Іван, Корінчук Федось. Головою колгоспу наприкінці 1933 р. був обраний місцевий житель Кучер Мусій Іларіонович.
Життя поступово налагоджувалося. В селі почав працювати цегельний завод, будувались нові господарські приміщення.

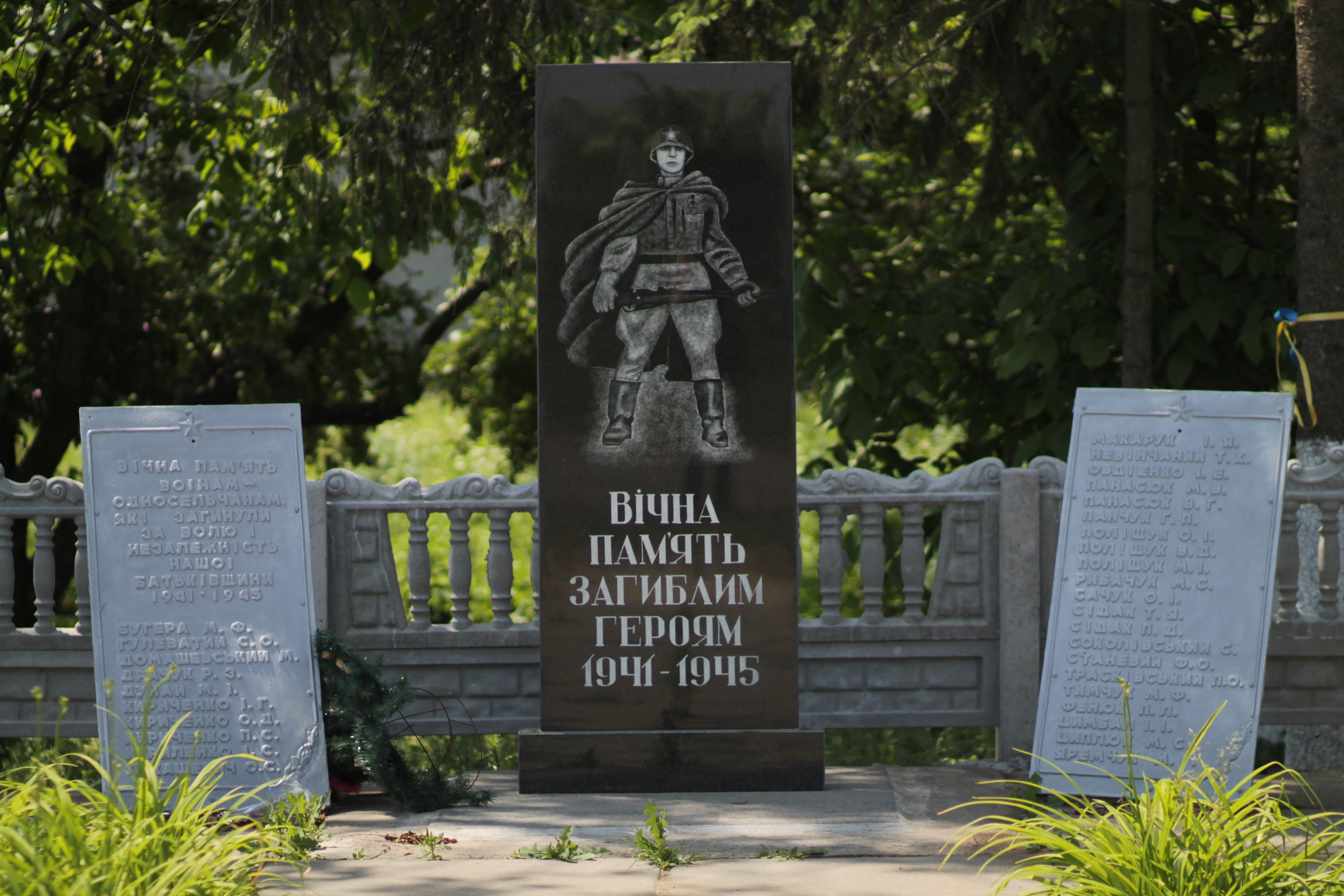
Тадіївка, Друга світова війна

22 червня 1941 р. мирне життя обірвалося. 17 липня 1941 р. село Тадіївка було окуповане німецькими військами. Непросто складалися людські долі в той час: багато тадіївчан воювали в Червоній Армії та в партизанських загонах, а дехто служив у поліції.
Під час окупації на примусові роботи в Німеччину із села вивезли 32 молодих хлопців і дівчат, яким довелося пережити бомбардування, приниження та знущання.
1 січня 1944 року село повернулось під владу російських окупантів.

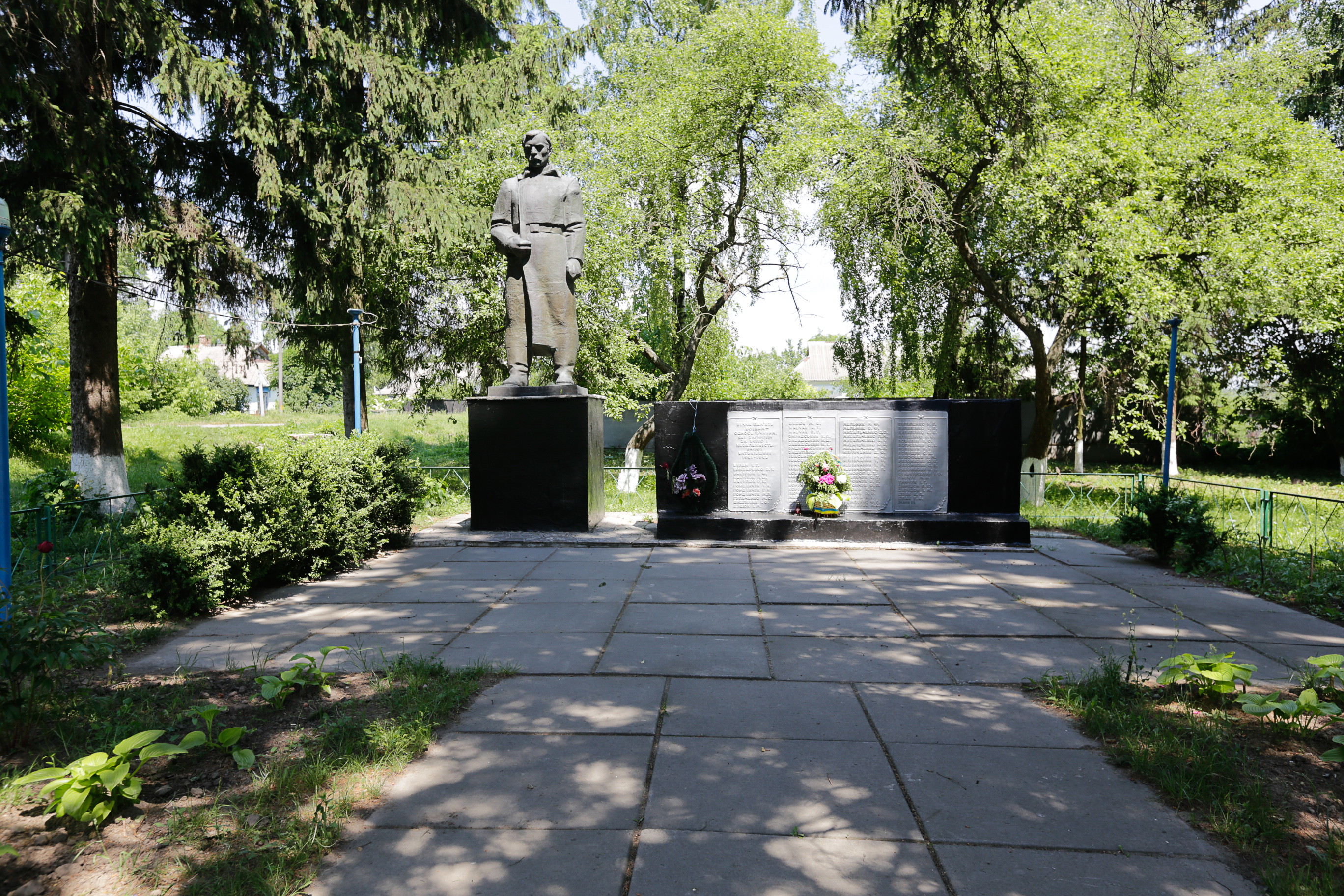
Пам'ятник Загиблим у Другій світовій Війні. с. Тадіївка

Весняна посівна, а згодом і жнива, лягли на плечі стариків, жінок та дітей, оскільки чоловіки були на війні. 74 жителі Тадіївки в рідне село не повернулися: загинули на фронтах Німецько-радянської війни. Вічна їм пам'ять.
Після закінчення війни почалася відбудова господарства. Працювали вдень і вночі. Особливо важко було під час жнив. Вдень косили і в'язали, а вночі скиртували.
Поступово господарство ставало на ноги. З'явилися нові трактори, комбайни, автомобілі.
Люди почали будувати нові цегляні будинки. Проводилися роботи з електрифікації. У 1954 р. в селі з'явився перший телевізор. Село ожило.
Ціною тяжкої праці селян в тадіївському колгоспі була створена міцна матеріальна база. Протягом 1975—1985 рр. в добротних тваринницьких приміщеннях утримувалось 900 корів, 1000 телят, 1500 свиней, 70 коней. У господарстві було 30 тракторів, 25 вантажних автомобілів, 2 автобуси,
4 легкових автомобілі, 8 зернозбиральних комбайнів та багато іншої сільськогосподарської техніки. Працювали кузня, пилорама, ремонтна майстерня.
У 1991 році розпався Радянський Союз. Україна стала незалежною. Змінилася політична й економічна ситуація. Колгоспи стали занепадати.
У 1996 році землю було розпайовано між представниками громад сіл Тадіївка, Тарасівка і Гайок. У лютому 1999 р. було утворено Приватно-орендне сільськогосподарське підприємство «Аграрник», яке очолив Ковтуненко Олег Миколайович.

## Освіта в Тадіївці
Усі освітні заклади Тадіївки ХІХ — початку ХХ ст. були тісно пов'язані з Пархомівкою. Їх або відкривали у Тадіївці пархомівські священики, або ж тадіївські діти ходили на навчання до пархомівських шкіл. Перша Тадіївська приходська школа грамоти була відкрита в 1860 р. настоятелем пархомівської Покровської церкви о. Григорієм Крижанівським. У 1872 р. приходські школи увійшли до складу державних шкіл і вже були підпорядковані не церкві, а Міністерству народної освіти. Разом із священиками в школах стали викладати й світські вчителі. В 1889 р. наставником Тадіївської школи став священик Володимир Ящуржинський. Школа була однокласною. В 1900 р. тут навчалося 64 учні: 58 хлопців та 6 дівчаток. Останнім дореволюційним наставником Тадіївської школи грамоти був священик Андронип Бережинський. В 1910 р. в селі була утворена двокласна школа. У 1915 р. в школі навчалося 42 хлопчики та 36 дівчаток. Усі названі священики добросовісно ставилися до роботи й отримали чимало нагород, причому не тільки церковних, а й державних.
У 1923 році в селі Тадіївка була відкрита трудова 4-х річна школа, а навчання в ній стало обов'язковим для всіх дітей шкільного віку. На другий рік, тобто в 1924 році, в колишньому панському будинку відкрилася семирічна школа.
У 1932 році в зв'язку з голодомором діти школу відвідували дуже мало. В основному навчання розпочалося восени 1933 року. Всього в школі було тоді 100 учнів. З 1934 року за сприяння керівництва села при школі була органі-зована їдальня. Продуктами допомагав колгосп. Та хліба було мало.
Відомий такий факт. Через село проходив військовий обоз, який в селі заночував. Директор школи Пархоменко А. І. разом з головою сільської ради Кучером М. І., ризикуючи життям, вночі вкрали із військового обозу 6 мішків пшениці, з якої потім пекли хліб для школи.
В 1934 році в селі організовано патронат для дітей-сиріт (сільських та приїжджих), по-сільському «майдан». Після закінчення навчання в школі патронованих дітей направляли в навчальні заклади міст Білої Церкви, Києва.
Навчання проводилося в дві зміни, оскільки школу відвідувало 210—240 дітей.
У 1935—1936 роках в селі було організовано лікнеп, де вечорами збиралося неписьменне доросле населення, в основному жінки, на навчання. Там їх вчителі навчали читати й писати. Люди були дуже задоволені і з великим бажанням відвідували цей лікнеп, особливо довгими вечорами.
У ці ж роки в селі була організована хата-читальня, де у вільний час збиралася молодь села, проводили різні народні гуляння-вечорниці, там завжди грали музики, танцювали, співали, ставили різні українські вистави. Драматичний гурток кожної суботи в зимові місяці готував і показував виставу. Організатором і керівником хати-читальні був Вакулюк Павло Федорович.
Після закінчення навчання в семирічній школі села молодь продовжувала навчання в середніх школах і Пархомівки та Володарки. Були і такі, що вступали до технікумів або училищ, здобували професію і йшли працювати в народне господарство.
У роки німецько-радянської війни навчання в школі припинилося (в приміщенні школи розмістилася німецька військова частина). Розпочалося зразу ж після визволення села від нацистських загарбників, тобто 4 січня 1944 року.
Вчителям працювати доводилося важко: не було ні підручників, ні паперу, ні чорнила; в класах холодно. Учні писали на старих газетах, якщо вони у кого були, шукали паперові мішки з цукру та інших продуктів; чорнило виготовляли з ягід бузини.
Лише в 1946 році в школу надійшли перші підручники.
У 1950 році директором школи став Стадник М. Л., який працював на цій посаді 8 років.
У 1958 році був прийнятий закон «Про школу», за яким було введено систематичний курс трудового навчання.
У 1959—1960 навчальному році було здійснено перехід на восьмирічний термін навчання. Школа дістала назву: восьмирічна загальноосвітня трудова політехнічна школа.
У 1959 році силами учнів та педколективу при підтримці місцевого колгоспу в дію було введено шкільну майстерню.
Восьмирічна школа проіснувала до 1987 року, після переходу на 9-річне навчання школа дістала назву неповної середньої. Із 1999—2000 н. р. — Тадіївська загальноосвітня школа І — ІІ ступенів.
154 випускники Тадіївської школи здобули вищу та середню спеціальну освіту.
До складу Тадіївського навчально-виховного комплексу входять загальноосвітня школа І — ІІ ступенів та дитячий садок — так економляться кошти на утримання будівлі. Школа й дитячий садок знаходяться в колишньому панському будинку, зведеному в 1846 році. Він — гордість села й пам'ятник мудрості тадіївчан, які зуміли зберегти його і бережуть для наступних поколінь.

## Постаті
- Охрончук Сава Романович (1915—2001) — заслужений лікар України, лікар-хірург Долинської центральної лікарні, Почесний громадянин міста Долина.